# 十津川警部の対決
『十津川警部の対決』（とつがわけいぶのたいけつ）は、西村京太郎の長編推理小説。1989年に講談社から刊行された。
十津川警部が犯人逮捕のために大掛かりなトラップを仕掛けて犯罪者を待ち受けるケースは多々あるが、今回はその警部が犯人に翻弄される側となっている。西村によると、この作品は純粋に犯人と探偵の頭脳戦を追求した結果、誕生したものだという。そして西村作品では珍しく鉄道が一切登場しない。

## ストーリー
伊豆半島のとある崖下に、一台の車（後にポルシェ911と判明）が転落しているのが発見される。車のそばには男性の遺体。どうやら、車が落ちた衝撃で放り出されたらしい。男性は40代前半で、ミラ・ショーンの背広にパテックの腕時計をしていた事から、かなり羽振りのいい人間ではないかと推測された。
その後、運転免許証から男の身元は東京都世田谷区に住む高田弘と判明する。事故自体には何の問題もなかったのだが、高田の所持品を検証した警官が、彼の手帳からとんでもない物を発見した。
その数日後、警視庁の本田捜査一課長が部下の十津川警部・亀井刑事を伴い下田警察署にやってくる。彼らは、半年前の4月4日に現金輸送車が襲撃され3億5千万円が盗まれた事件を捜査していたのであるが、高田はその主犯格だったのである。
高田の手帳には、彼が5人の仲間を集めて計画を吹き込み、シャーロック・ホームズの作品に出てくるモリアーティ教授のごとく、自分は手を汚さずにまんまと3億円を手に入れる過程が事細かに記録されていた。
そして、高田曰く「バカばっかりだ」という実行犯5人組は早々に分け前を使い切ってしまい、もう一度高田に犯罪計画の立案を要求した。困った高田が、彼らだけで実行することを条件に、今度は5億円の強奪計画を立案した事も…。
事態を重く見た十津川警部は、刑事を堂ヶ島にある高田の別荘に送り込み、高田の身代わりをさせることで実行犯5人組を吊り上げるおとり捜査を立案する。肝心の【釣り餌役】には、体躯が似ているということで亀井刑事が抜擢された。
高田の別荘に乗り込んだ亀井刑事は、警視庁のサポートもあって犯人グループを欺き通し、5人組のうち女1人を除く男4人の素性を割り出すことに成功する。同時に、次のターゲットが裏金を隠しているという噂のパチンコ店「人生航路」と判明し、十津川以下数名の刑事が張り込むことになった。
しかし、彼らの前で店は謎の大爆発を起こす。しかも、同時刻に三田興業という会社が襲撃され、高田の計画通り5億円が奪われていたことが判明する。さらに、現場にいた不審人物は警備会社の人間で、「人生航路」の社長秘書を騙った犯人に騙され、スケープゴート役として現場に呼びつけられていたのだ。
はたして、窮地に立たされた十津川警部に反撃のすべはあるのだろうか…?

## 登場人物

### 警視庁捜査一課
- 十津川省三
- 亀井定雄
- 西本明
- 三田村功
- 清水新一
- 本多時孝
- 三上刑事部長

### 各県警

#### 静岡県警
- 入江本部長
- 新井刑事課長
- 富永刑事

#### 石川県警
- 水野警部

#### 千葉県警
- 八木警部

### 犯人グループ
- 主犯格 - 高田弘と名乗っていた男。高田の免許証や個人情報を乗っ取り、彼になり済ましていた。
- 田代雄一朗 - 福島県出身、二種免許を所持。元自動車のセールスマン。37歳。
- 川北操 - 自称「文学青年」。以前は田代と同じ会社に勤めていた。30歳。
- 青木淳 - 元スピードスケートの選手。元サラリーマンで、傷害事件を起こして7年前に会社を解雇されている。37歳。
- 辻村哲也 - 元・江東区を根城とする暴走族のメンバーであり、事故を起こして免許停止になっている。25歳。
- 井原さよ子 - 事件の首謀者に最も近いと思われる人物。亀井刑事に電話をすることで警察を翻弄し、最後には共犯者たちを青酸カリで抹殺する。元看護士。29歳。

### その他
- 加藤 - 高田がもと務めていた、中央興業の人事部長。高田の人となりを証言する。
- 白木 - 国税局査察課の課長補佐。捜査に協力する。
- 近藤哲 - 元調布税務署の職員。退職後は、税務署の裏事情を記した暴露本を執筆する。裏で高田とつながっていた。
- 羽田 - 国税局査察課の課長。捜査に協力。
- 村上 - パチンコ店「人生航路」の建物を設計した会社の設計技師。捜査に協力し、見事隠し部屋のありかを突き止める。
- 松本 - 犯人一味にスケープゴートにされた、「中央警備保障」という警備会社の社長。
- 三田徹 - 「三田興業」の社長。犯人グループに襲撃され、殴り倒されてしまう。
- 浅野司郎 - 新宿にある、「S大付属病院」に勤務する外科医。井原元看護士の恋人だという噂がある。

## テレビドラマ
1991年3月26日にテレビ朝日『火曜ミステリー劇場』でドラマ化されている。